# クリ
クリ（栗、学名：Castanea crenata）は、ブナ科クリ属の落葉高木。クリのうち、各栽培品種の原種で山野に自生するものは、シバグリ（柴栗）またはヤマグリ（山栗）と呼ばれる、栽培品種はシバグリに比べて果実が大粒である。また、シバグリもごく一部では栽培されている。クリの仲間は日本種、中国種、アメリカ種、イタリア種があるが、植物分類学上の種としてのクリは、日本種（ニホングリ）のことを指す。

## 形態
落葉広葉樹で最大樹高30メートル (m) 、胸高直径は2mに達することもある高木。樹皮は赤みを帯びた黒色で若木のうちは平滑だが、成長するにつれて縦に裂ける。コナラ属の種ほどは深く裂けないことが多く特徴的である。樹形は広葉樹らしいもので、幹は直立し大枝が分枝した丸い樹冠のものになる。品種による程度の差もあるが、若いうちほど直立性が強く、老木になるにつれて枝先を広げ開張性が強くなる
葉は濃緑色で光沢を持ち細長く、全体的にクヌギ類に似る。葉は毛の生えた葉柄を持ち、枝に対しては互生する。葉身の長さは8 - 15 cmに達し、幅は3 - 4 cmで長楕円形か長楕円状披針形になる。葉の縁には鋸歯を持ち、鋸歯の部分まで緑色である。葉裏は淡い緑色になり、て細かい毛で覆われ、淡黄色の腺点が多数ある。
雌雄同株で雄花と雌花を付ける。雄花はブナ科樹木によくある穂状のもので、クリでは一年生枝に付く。花序の軸はシイ属やマテバシイ属ほどではないが比較的丈夫なもので、雄花は下垂せずに直立し長さは10 - 20 cmになる。花は単黄白色で、雄蕊は10本程度。雌花は雄花と同じ軸で雄花よりも基部側に付く。この時点でクリのイガになる部分（総苞）がはっきりしており、1つの総苞には通常雌花が3本咲く。花には特有の臭気があり、動物の精液に例えられることが多い。花粉は長球形で、毛糸玉のような模様が入る。同じブナ科虫媒花グループのものに似る。
開花終了後、花軸のうち雄花が付いている先端側は開花終了後に落下し、雌花の部分だけが残る。いわゆるドングリの仲間であるが、総苞はお椀型ではなく棘状になり中の堅果を守る。完熟すると総苞が割れ、内部の堅果が見えるようになる。1つの総苞には最大3つの堅果が入っているが、受粉受精段階やその後の成長で失敗すると2つ以下のこともしばしばある。堅果の大きさは品種によって大きな差があり、特に栽培種は野生種に比べて著しく大きい。開花時期は初夏、結実時期は同年秋で受粉後同年に熟すタイプである。
一年生枝は細く赤褐色で、ジグザクに屈折する仮軸分枝型である。春先は短毛が密生するが、やがてほとんど落ちてしまい無毛ないし少し毛が残る程度になる。一年生枝、小枝共に皮目が良く目立つ。頂芽は仮頂芽で、広卵型の赤栗色で芽鱗は4枚から6枚程度、長さは3-4mm程度で、側芽よりも若干大きいがほぼ同じ大きさである。枝の切断面に見える髄はX字型ないし菱形で黄緑色をしている。葉痕は半円形で、維管束痕は多数ある。
いわゆるドングリと同じく、発芽は地下性（英:hypogeal germination）で子葉は地中に残したまま本葉が地上に出てくる。このタイプの子葉は栄養分の貯蔵と吸出しに特化し、最初に根を伸長させ、次に本葉を展開させ自身は地中で枯死する。

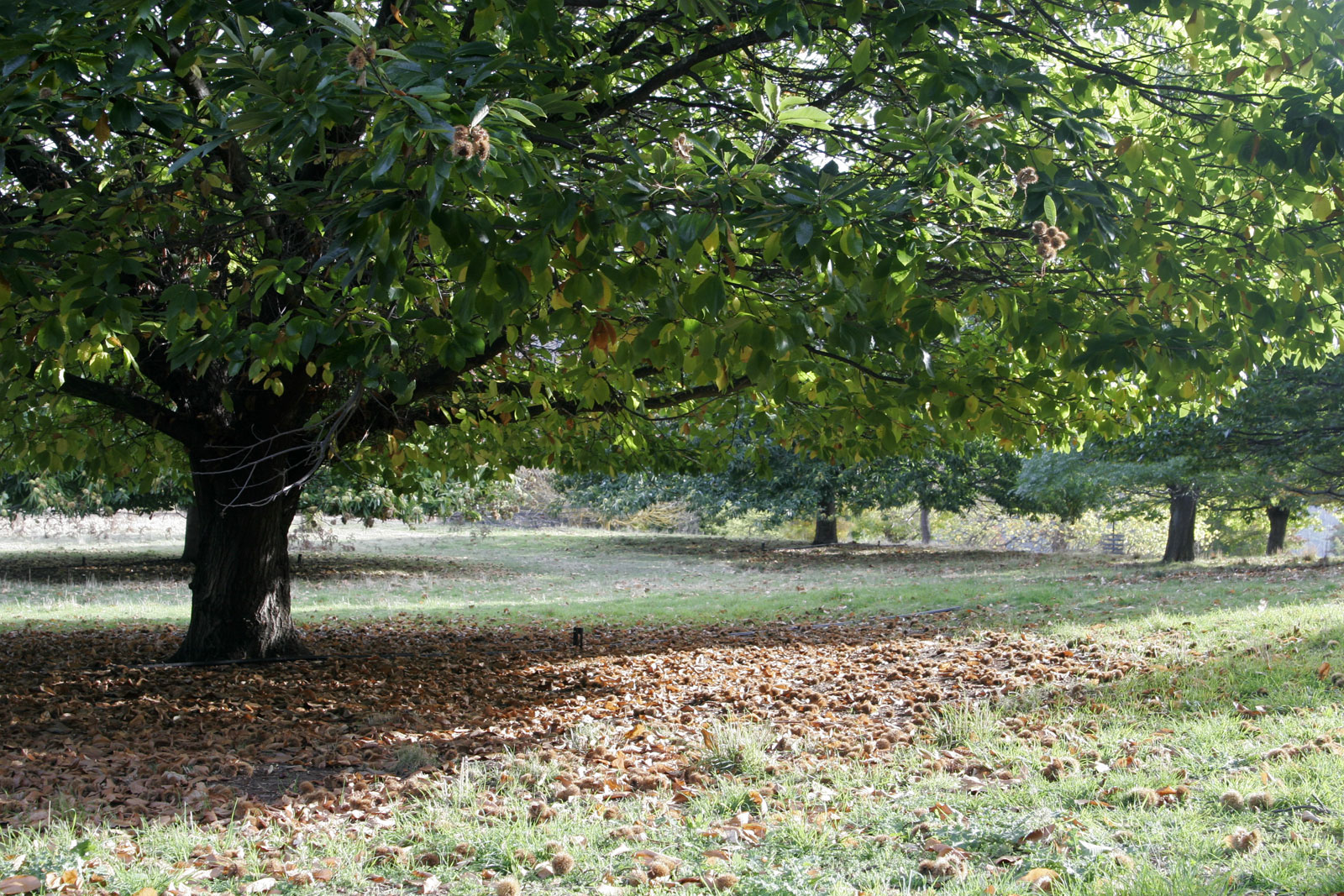
栗樹
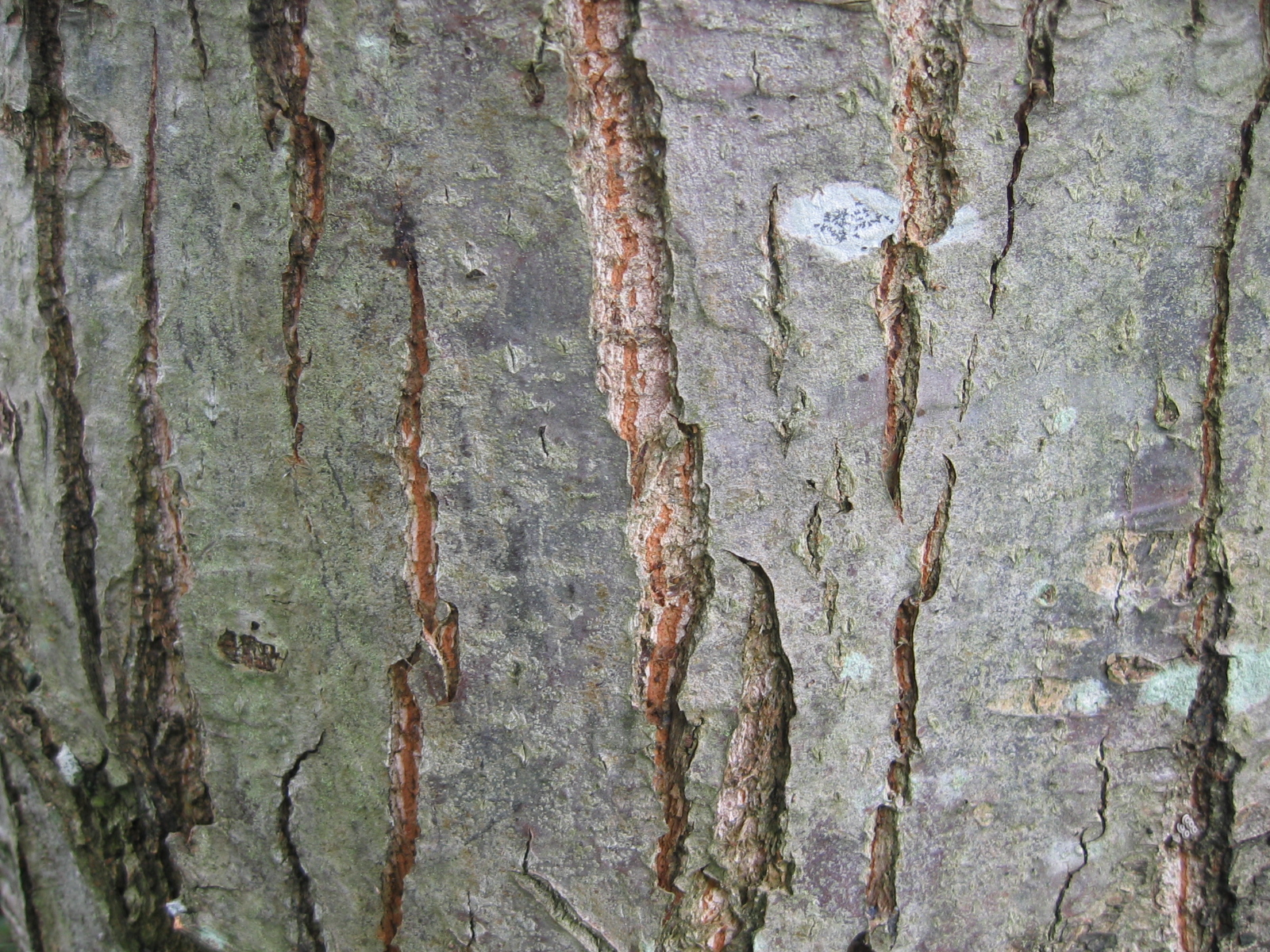
樹皮
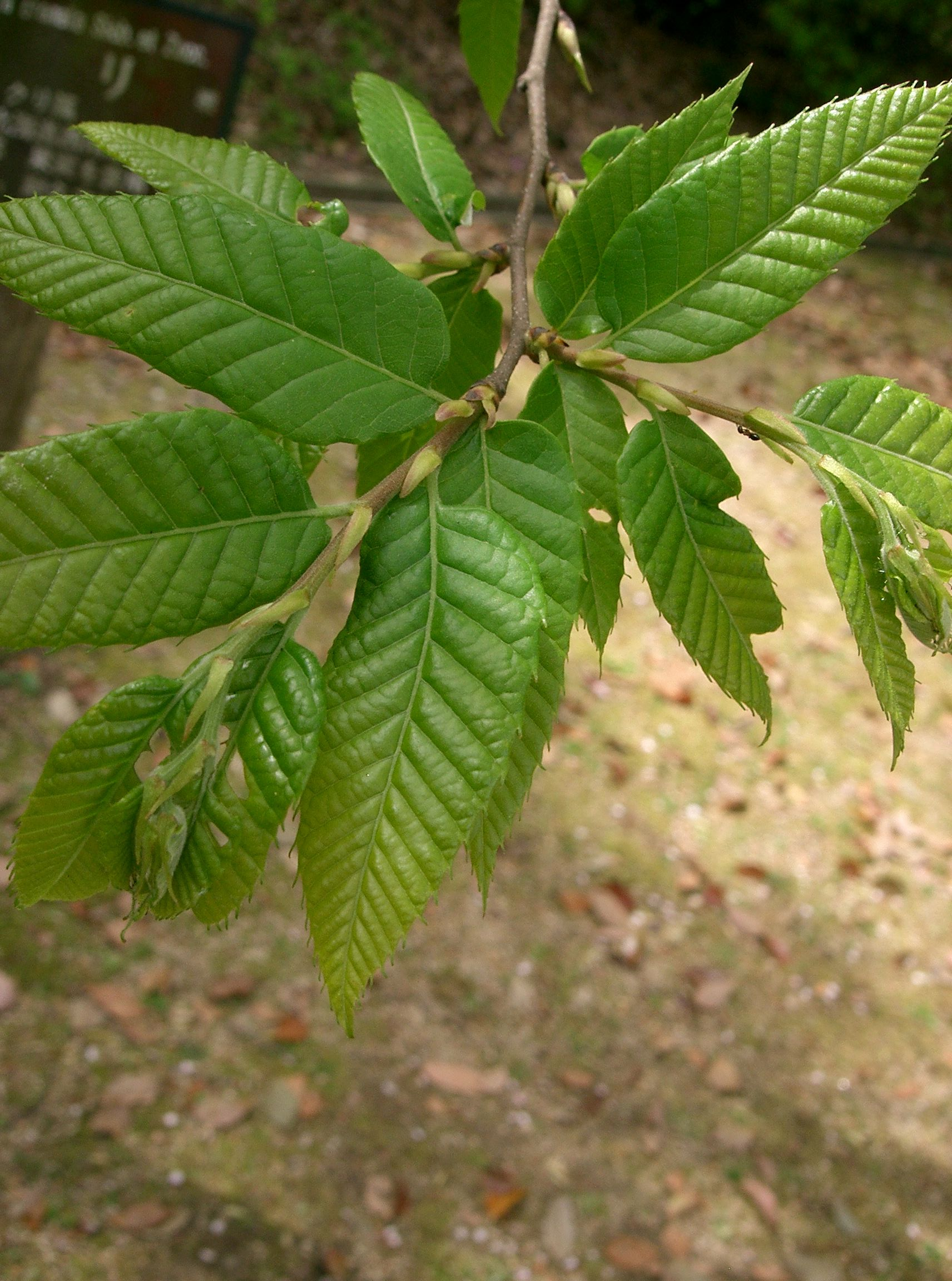
葉
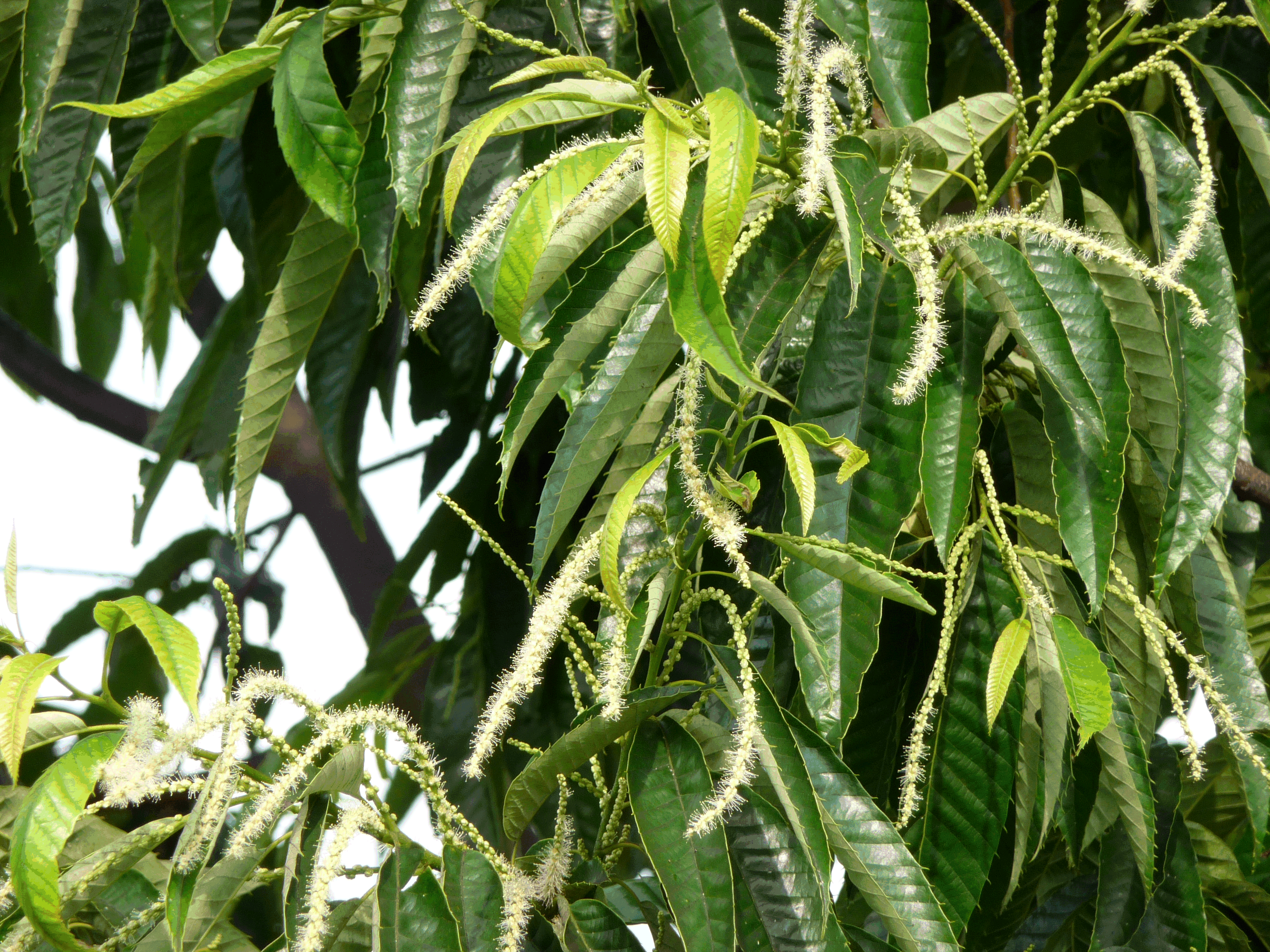
花
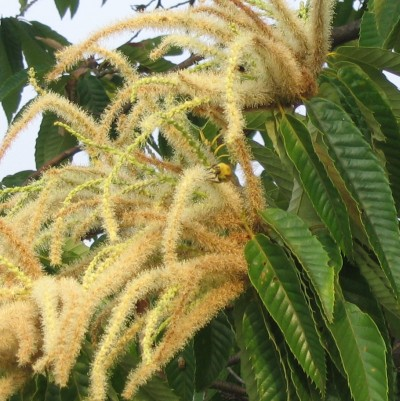
雄花
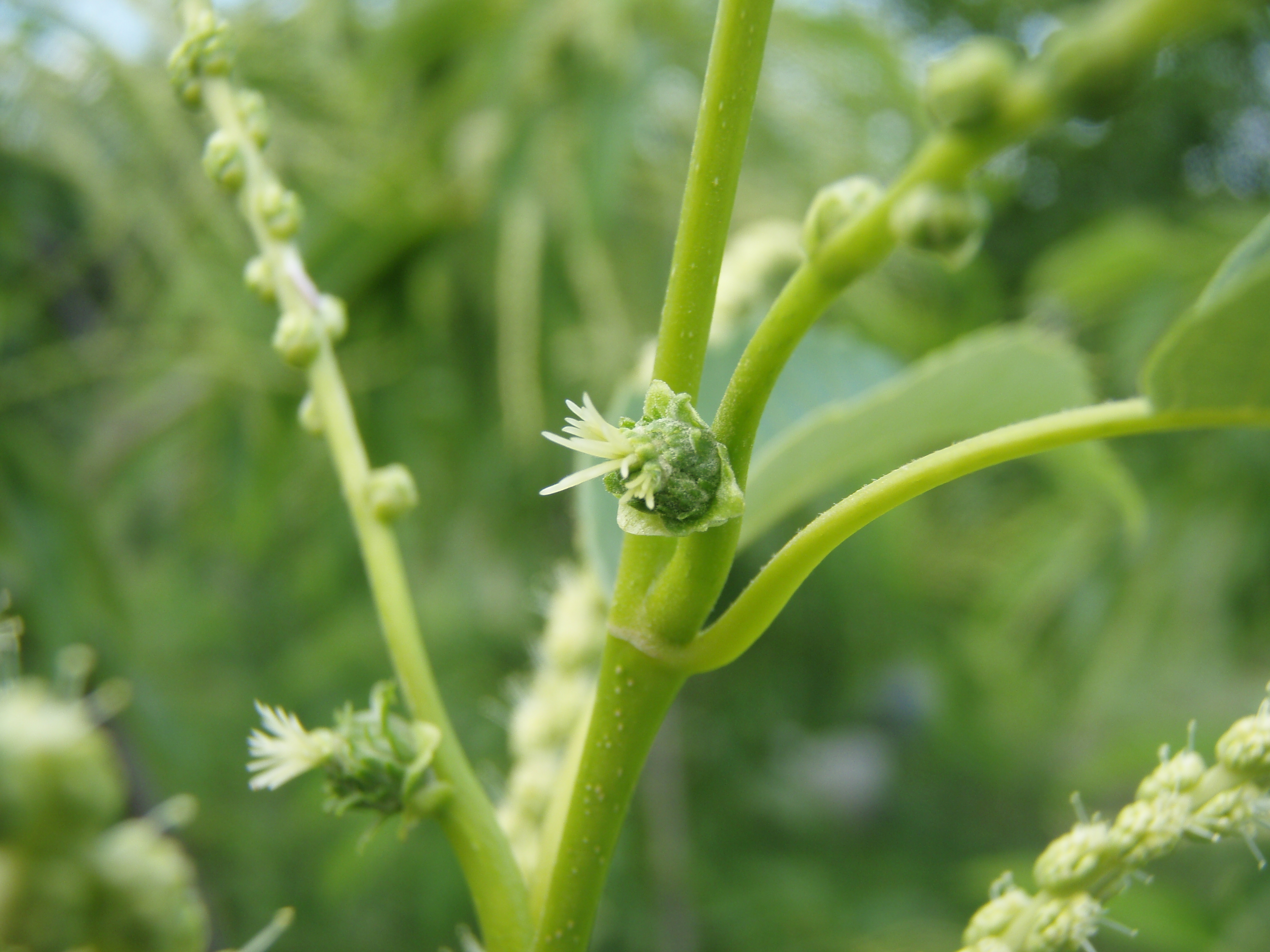
雌花
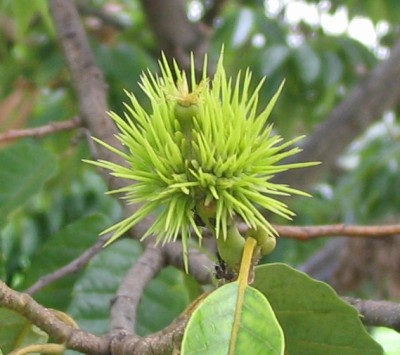
成長を始めたばかりの若い殻斗果（殻斗に包まれている状態の果実）
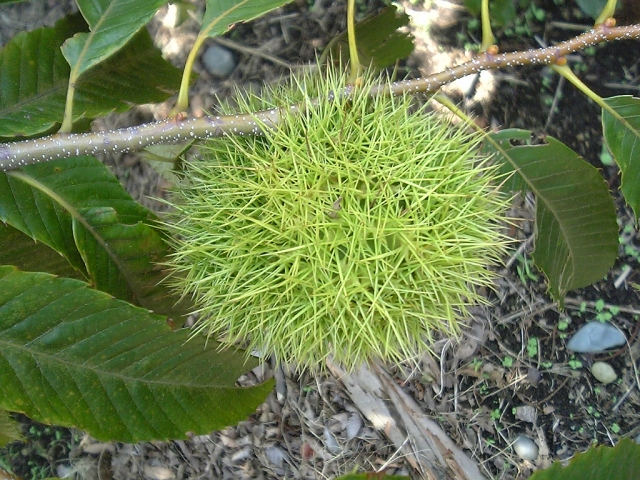
殻斗果
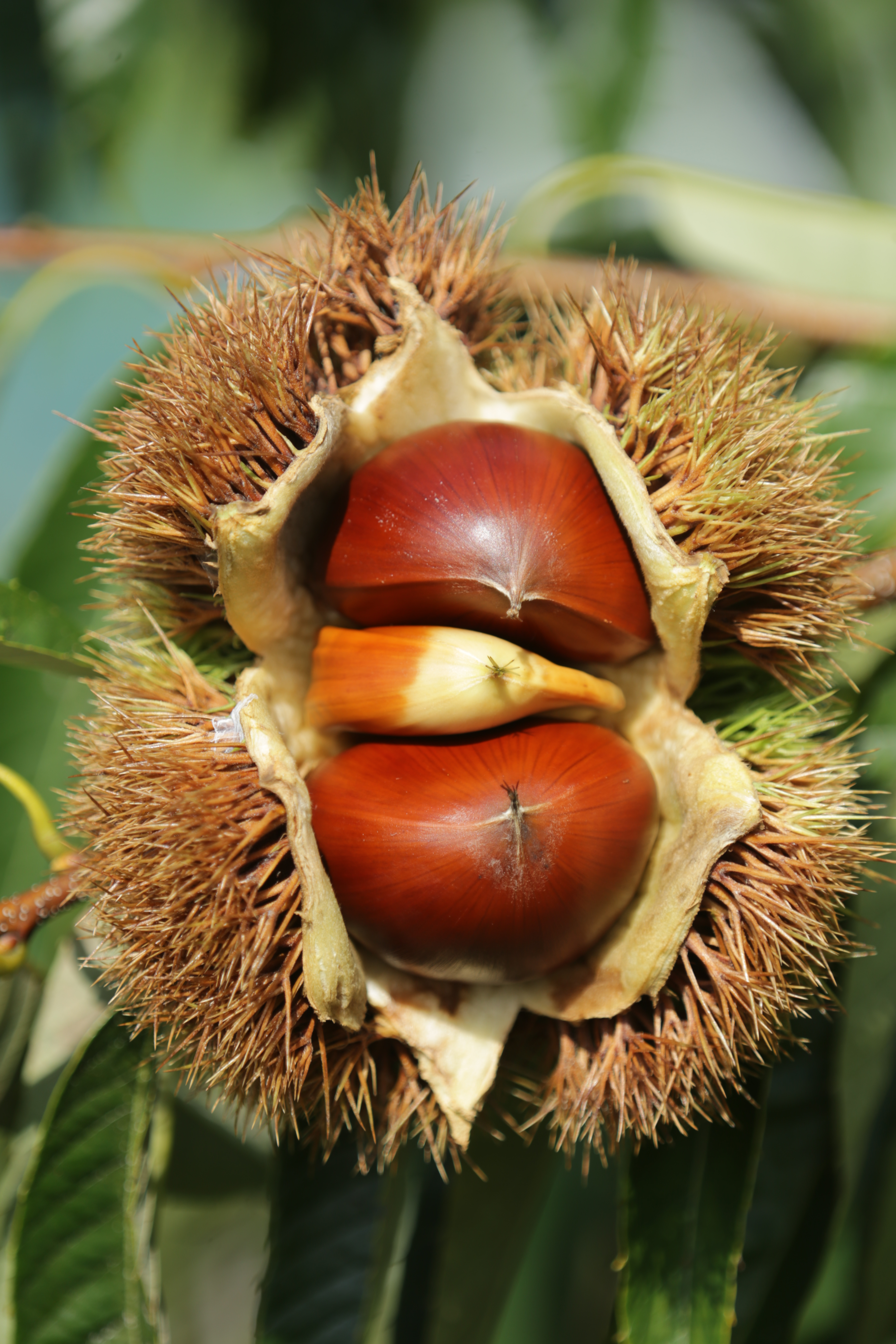
色付き裂開し、中の果実が見えるようになった殻斗
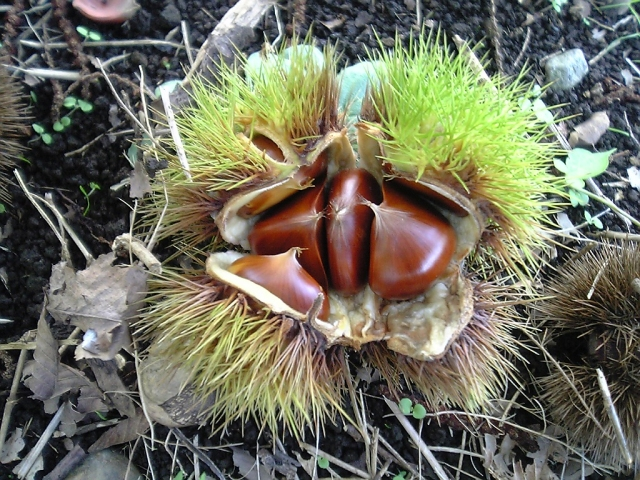
地面に落ちた殻斗。裂開し、中の果実が見える

## 生態
他のブナ科樹木と同じく、菌類と樹木の根が共生して菌根を形成している。樹木にとっては菌根を形成することによって菌類が作り出す有機酸や抗生物質による栄養分の吸収促進や病原微生物の駆除等の利点があり、菌類にとっては樹木の光合成で合成された産物の一部を分けてもらうことができるという相利共生の関係があると考えられている。菌類の子実体は人間がキノコとして認識できる大きさに育つものが多く、中には食用にできるものもある。土壌中には菌根から菌糸を通して、同種他個体や他種植物に繋がる広大なネットワークが存在すると考えられている。外生菌根性の樹種にスギやニセアカシアが混生すると菌根に負の影響を与えるという報告がある。土壌の腐植が増えると根は長くなるが細根が減少するという。
クリは雌雄同株の植物であるが、雄花と雌花の開花時期をずらし、雌雄異株植物のようにふるまう。このような性質をヘテロダイコガミーと呼び、多数の植物から知られている。クリの場合、1雄花が開花→2雌花が開花、3雄花が開花の順番をたどる雄性先熟タイプであるが、個体によっては1と2ないし2と3がほぼ同時におこるものもあるという。
前述のように精液に例えられる特有の臭気を持ち、虫媒花である。虫媒されない場合、花粉は25m以内にほとんどが落下すると見られている。
クリは栽培の歴史が古く野生化しているものもあるために分かりにくいが、日本の野生種は遺伝子的に分類すると東北集団、西日本集団、九州集団の3グループに大きく分けられ、九州集団が他の集団とはやや離れる説が提唱されている。

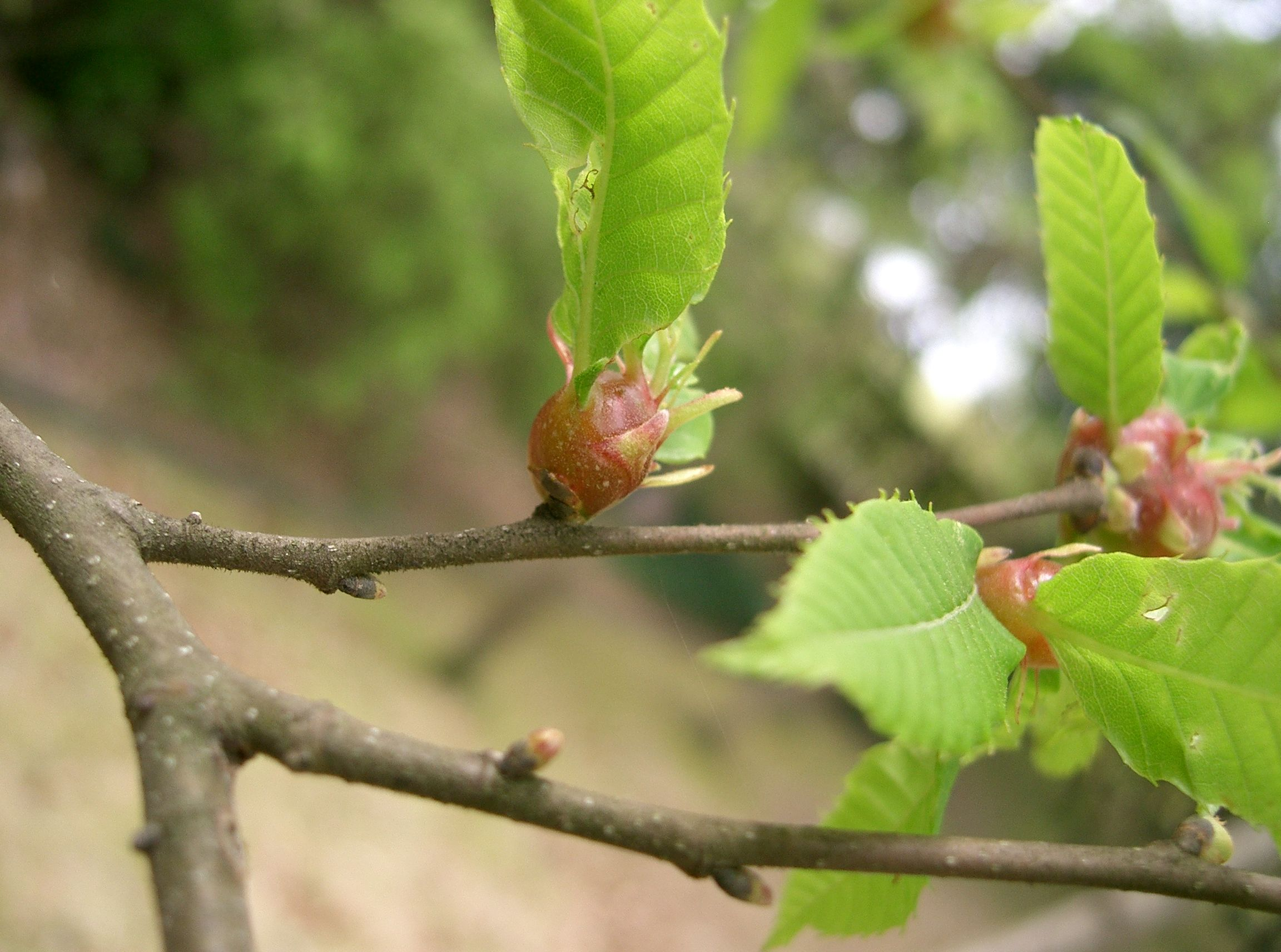
クリタマバチがつくる虫こぶ（虫えい）、クリメコブズイフシ。この虫こぶができた枝は、生長が止まって花や実がつかなくなる。

戦前に中国から持ち込まれたクリタマバチにより、昭和20年代には日本全土に存在した100種を超える品種の大半が消滅した。現在栽培されている品種は、その後育成されたクリタマバチに対する抵抗性品種である。クリタマバチ被害については、1979年以降、クリタマバチの天敵であるチュウゴクオナガコバチがクリの主産地で放飼されたことにより被害が激減した。
次に問題となっているのが、クリシギゾウムシによる果実被害である。これまでは、収穫後の臭化メチルによるくん蒸を主として防除がなされていたが、臭化メチルガスは温室効果が高いため、全廃されることが決定した（2005年に全廃する予定であったが、2015年まで不可欠用途申請されて使用されていた）。臭化メチルくん蒸の代替技術としてヨウ化メチルが登録されたが、ヨウ素の逼迫による価格上昇や、臭化メチルに比べて沸点が高く扱いにくいなどの理由で、製造が中止された。代替法としては、氷蔵庫（壁面に不凍液を循環させて庫内温度を高湿度のまま一定に保つ保冷庫）によって -2℃で3週間程度貯蔵する氷蔵処理と、50℃のお湯に30分間浸漬する温湯処理が確立されている。
日本のクリはシナグリに次いでクリ胴枯病に対する抵抗性が高い。

## 分布
東アジア地域。日本と朝鮮半島南部原産。北海道西南部から本州、四国、九州の屋久島まで、および朝鮮半島に分布する。暖帯から温帯域に分布し、特に暖帯上部に多産する場合があり、これをクリ帯という。北海道では、石狩低地帯付近まであるが、それより北東部は激減する。

## 人間との関係
クリの実は人類史上において食料として古くから重用されてきた。縄文時代には食料であるほか、建築材、木具材として極めて重要な樹木であった。果実加工品の例として、甘みがある栗焼酎の醸造や茶飲料、花は蜂蜜を採取する蜜源植物としても利用される。

### 食用
日本において、クリは縄文時代初期から食用に利用されていた。長野県上松町のお宮の森裏遺跡の竪穴建物跡からは1万2900年前〜1万2700年前のクリが出土し、乾燥用の可能性がある穴が開けられた実もあった。縄文時代のクリは静岡県沼津市の遺跡でも見つかっているほか、青森県の三内丸山遺跡から出土したクリの実のDNA分析により、縄文時代には既にクリが栽培されていたことがわかっている。
クリの実は、一般の果樹が樹上に成る実をもいで採取するのとは異なり、落ちた実をいがに気をつけながら拾う。野生種（ヤマグリ・シバグリ）は、栽培種よりも堅果は小さいが、甘味が強く、非常に濃厚な味わいがある。栽培種のオオグリ（大栗）は、野生種から改良されたものである。ナッツの一種で、実は固い鬼皮に包まれ、鬼皮を剥くと内側は薄い渋皮に覆われている。食材としての旬は、9 - 10月で、実の鬼皮にハリとツヤがあり、虫食いがなく、重みのあるののが商品価値が高い良品とされる。
『延喜式』には乾燥させて皮を取り除いた「搗栗子（かちぐり）」や蒸して粉にした「平栗子（ひらぐり）」などの記述がある。
現代においては、ほんのりとした甘さを生かして石焼きにした甘栗、栗飯（栗ご飯）、栗おこわの具、茶碗蒸しの種、菓子類（栗きんとん、栗羊羹、渋甘煮、甘露煮など）の材料に広く使われている。シンプルに、焼き栗や茹で栗にしてもおいしく食べられる。また栗は焼き栗の他、マロングラッセに仕立てたり、鶏の中にクリを詰め込んでローストにしたり、煮込み料理などにする。
ヨーロッパでも栗は広く栽培・利用されてきた。産地として有名なイタリアでは、栗は古代ローマ時代から栽培されてきた。穀物の栽培ができない地域で栗は主食とされ、栗の木は別名パンの木とも呼ばれていた。イタリアではパン以外にも、栗を粉にしてニョッキやクレープ、ケーキなどのお菓子に利用される。

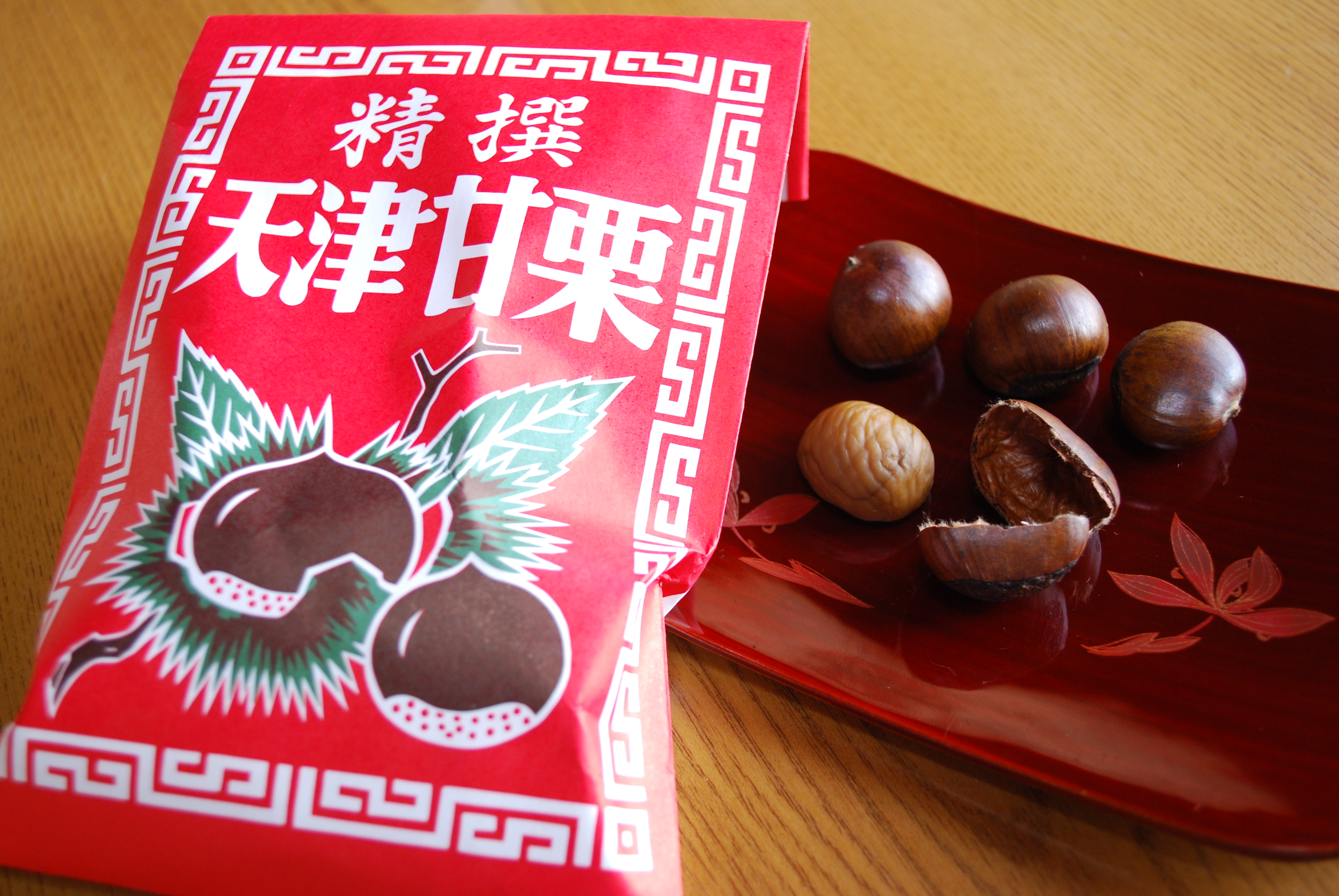
天津甘栗
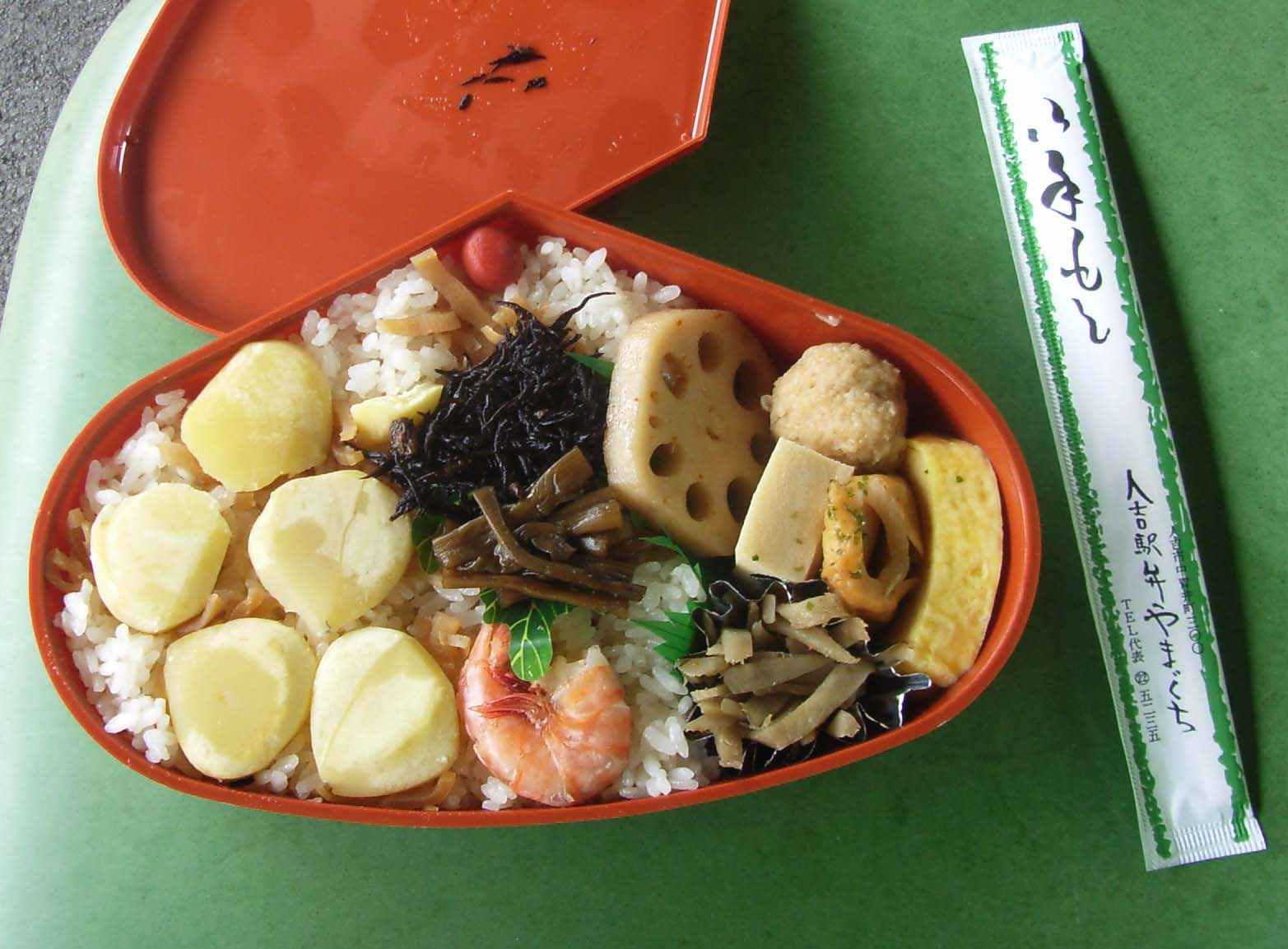
JR九州肥薩線人吉駅の駅弁「栗めし」
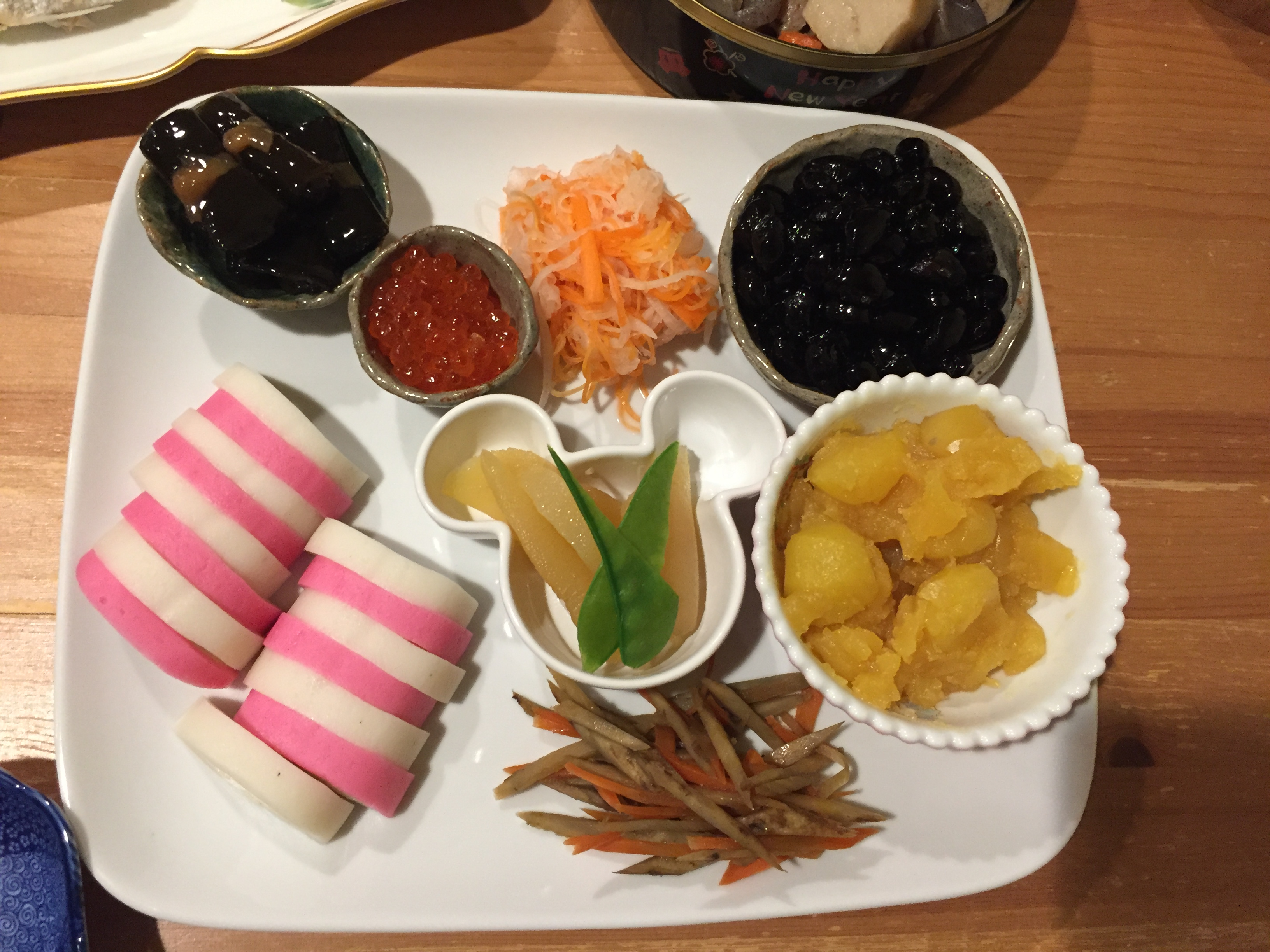
おせち料理には欠かせない栗きんとん（画像右側）
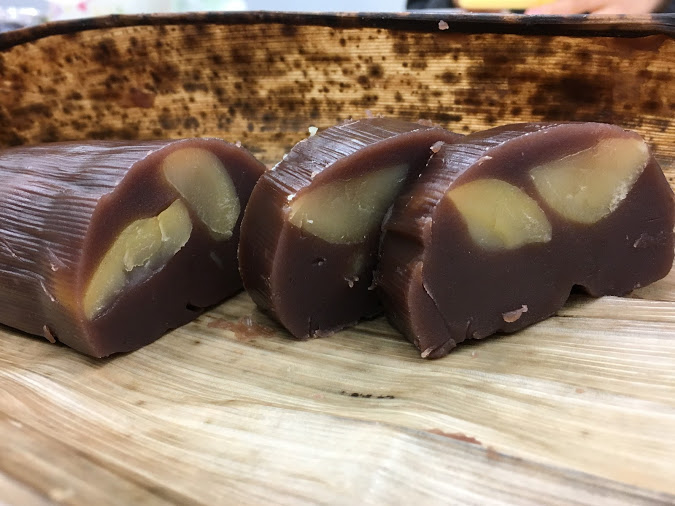
栗むし羊羹
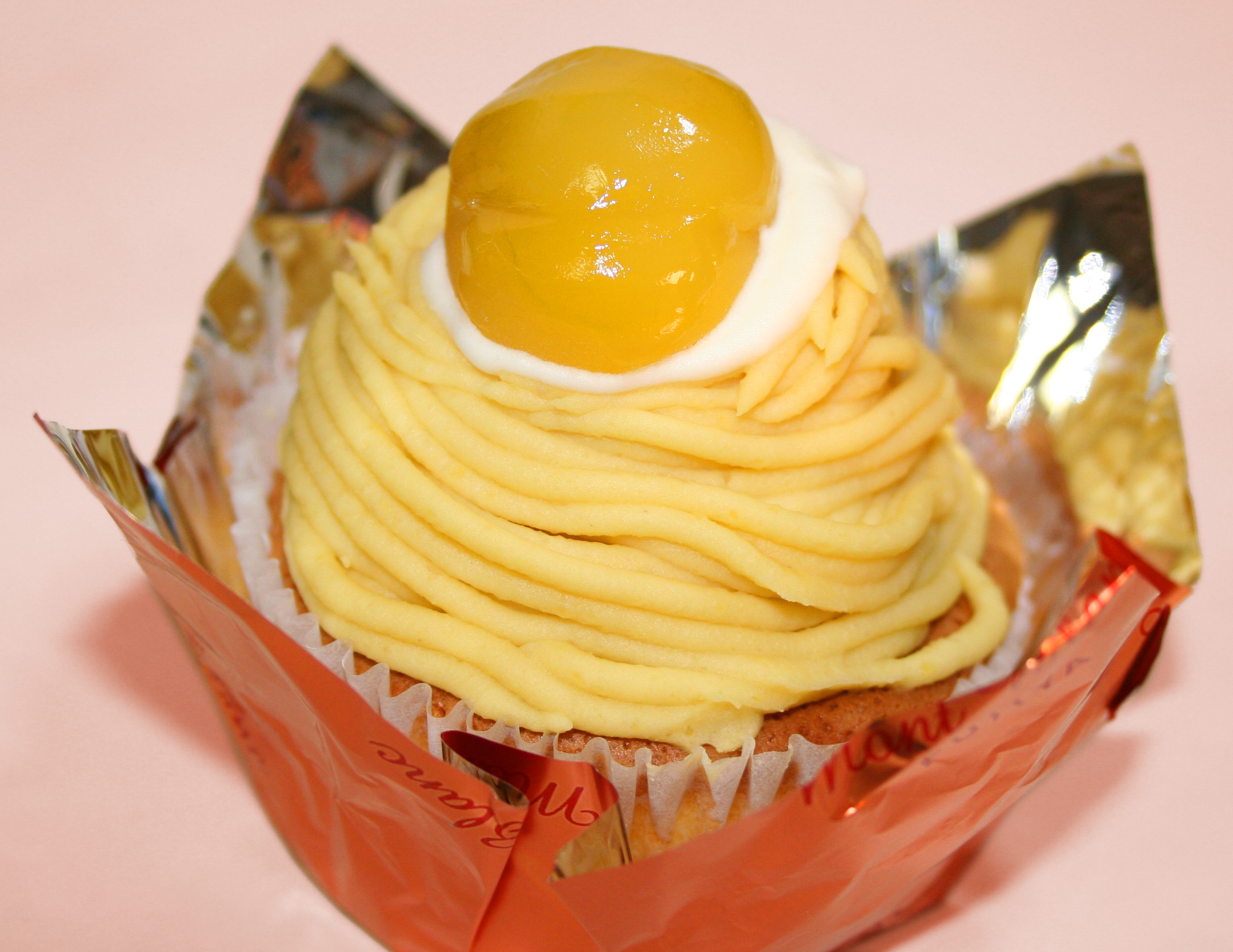
マロングラッセが載ったモンブラン (ケーキ)

栄養価は高く、可食部100グラム (g) あたりの熱量が164キロカロリー (kcal) と高カロリーで炭水化物を多く含み、ビタミンB1・B2、ビタミンC、カリウム、葉酸なども多い。
クリの実を長期間おいておくと、水分が抜けて実が縮んで虫も入ってしまうため、紙などにくるんで冷蔵保存するのがよく、皮を剥いたクリの実は、茹でてから冷凍保存することもできる。
クリは蜂蜜の蜜源植物としても重要である。かつて栗蜜は、色が黒くて、味は劣るとして売れず、ミツバチが越冬するための植物として使われていた。しかし、栗蜜には鉄分などのミネラル類が多く、味も個性的でよい評価に見直されて、ブルーチーズとよく合うと推奨されてイタリア産の栗蜜需要も増えている。

### 木材
材木は、堅くて重く、腐りにくいという材質を有する。このような性質から建物の柱や土台、鉄道線路の枕木、家具等の指物に使われたが、近年は資源量の不足から入手しづらくなった。成長が早く、よく燃えるので、細い丸太は薪木やシイタケ栽培のほだ木として利用できる。縄文時代の建築材や燃料材はクリが大半であることが、遺跡出土の遺物から分かっている。三内丸山遺跡の6本柱の巨大構造物の主柱にも利用されていた。触感は松に似ているが、松より堅く年輪もはっきりしている。強度が高いのが特長だが堅いため加工は難しくなる。楢よりは柔らかい。
- 栗の木を使ったテーブル
- 栗のフローリング(脱衣場)

### 薬用
中国で薬用とされているクリは甘栗（板栗〈ばんりつ〉）で、日本では1種だけ自生するが、これも薬用にされる。
薬用部位は種仁（栗の実）、葉と、総苞（いが）で、それぞれ栗子（りっし）、栗葉（りつよう）、栗毛毬（りつもうきゅう）と称する。種仁は秋、葉は春から秋、いがは夏から秋に採集して、なるべく緑色が残るように日干し乾燥して薬用に用いる。葉にはカロチンとタンニンを含み、樹皮、渋皮にも多量のタンニンを含む。タンニンは腫れを引かせる消炎作用と、細胞組織を引き締める収斂作用がある。
葉っぱは、漆かぶれや火傷に効くと伝えられる。民間療法では、食欲不振、下痢、足腰軟弱に、種仁（実）1日量400グラムを水に入れて煎じてから3回に分けて飲むか、ふつうに食べても良い。また、ウルシ、イチジク、ギンナンなどの草かぶれ、クラゲ、チャドクガ、ムカデなどの毒虫刺されや、ただれ、湿疹などに、1日量15 - 20グラムの乾燥葉やイガを600 ccの水で半量になるまでとろ火で煎じて冷やし、煎液をガーゼなどに含ませて冷湿布する用法が知られる。葉は浴湯料としても用いる。また、口内炎、のどはれ、扁桃炎にも、この煎液を使ってうがいすると良いと言われている。いが（栗毛毬）を1日量5 - 10グラムを600 ccの水で煎じて服用もするが、胃腸の熱を冷ます作用があるので、熱がないときには使用禁忌とされる。

### 象徴

#### 著名な個体
- カズグリ自生地 - 岩手県花巻市（国の天然記念物、1927年4月8日指定）
- 小野のシダレグリ自生地 - 長野県上伊那郡辰野町（国の天然記念物、1920年7月17日指定）、幹周4.1 m、樹高10 m、樹齢伝承500年の巨樹[51]。
- 西内のシダレグリ自生地 - 長野県上田市（国の天然記念物、1920年7月17日指定）
- 竹原のシダレグリ自生地 - 岐阜県下呂市（国の天然記念物、1921年3月3日指定）
- 大井沢の大クリ（山形県西村山郡西川町） - 幹周8 m、樹高15 m、樹齢推定800年の巨樹。西川町指定天然記念物[52]。
- 市野々の大クリ（岩手県九戸郡軽米町） - 幹周6.9 m、樹高13 m、樹齢650年の巨樹。軽米町指定天然記念物[53][54]。

#### クリにまつわる文化・作品
- 『猿蟹合戦』（民話）
- 桃栗三年、柿八年（梨の馬鹿めが十八年、もしくはユズの馬鹿野郎十八年、梅はすいすい十六年） - 種を植えてから実を収穫できるまでの期間を指すことわざ。
- 三度栗伝説
- 『大きな栗の木の下で』（童謡）
- 江戸時代、日本にサツマイモがもたらされたとき、その味がクリと比較された。クリを9里と重ね、『クリに近い』ので『八里半』、あるいはクリより（9里4里）うまいので『一三里』等と言われたという。
- 『村で一番の栗の木』 - 岸田國士による演劇芝居。
- クリの花言葉に、「満足」[8]「豪奢」[8]がある。
- 『くりちゃん』 - 滋賀県栗東町のマスコットキャラクター[55]

### 栽培
温帯域に広く分布してきたクリは、それぞれの地方で自生し、古くから栽培されてきた。年間平均気温10 - 14℃、最低気温が -20℃を下回らない地方であれば栽培が可能で、日本においてはほぼ全都道府県でみられる。平安時代には京都の丹波地方で栽培が盛んになり、日本各地に広まった。生産量は、茨城県、熊本県、愛媛県、岐阜県、埼玉県の順に多い。また、名産地として丹波地方（京都府、大阪府、兵庫県）や長野県小布施町、茨城県笠間市が知られる。これらの地域では「丹波栗」のようなブランド化や、クリを使った菓子・スイーツ開発による高付加価値化、イベント開催による観光誘客への活用が進められている。
シナグリなどと比較して、渋皮剥皮が困難であり、生食用用途では渋皮を直下の果肉とともに削り取る作業が必須である。特にこのことが近年の家庭におけるクリの需要を低下させる原因となってきた。そのような中、農研機構において、シナグリ並に渋皮剥皮性の優れるクリ品種「ぽろたん」（2007年10月22日品種登録）が育成された。

## 主な品種
古くから食用目的での品種の選抜が行われており野生のものと比べても果実はだいぶ大きくなっている。クリの場合品種は果実の大きさ、結実時期、耐病性、樹形などを中心に選抜される。クリタマバチの侵入以後の育種ではこのハチに対する耐性を持つことは必須で、重要病害である胴枯病にも強いものが望ましい。以下、代表的な品種をいくつか挙げるが、クリは他の果樹類に比べると品種名で呼ばれることは少ない。リンゴなどに比べて色や形に顕著な差が出ないことが一因であると見られる。チュウゴクグリの雑種である利平などは形がやや丸く、味もいいことから品種名で呼ばれることがしばしばあるという
伝統的に中生や晩生品種の方が早生より味が良い傾向にあるとされるが、大粒で味の良い早生品種の作出も研究されている。
- 豊多摩早生 - 東京の豊多摩地域（現在の杉並区周辺）で選出された早生品種で、実は小粒であるが味が良い。樹形はあまり大きくならずやや開頂性[58]。雌花は多いが、早期落果が多く双子果や裂果も多い[5]。派生品種として本種に朝鮮系在来種をかけた森早生、下記の丹沢などがある。
- 丹沢 - 乙宗×豊多摩早生の組み合わせで誕生した大粒早生品種。丹沢は丹沢山地に因み、神奈川県平塚市の試験場で作出されたことに由来する[58]。若いうちからよく実を付けるが、その時期の継続は短い。隔年結果の性質も強いとされる[5]
- 銀寄 - 関西を代表する優良中生品種で江戸時代には確立していたとされ、いわゆる丹波栗はこの系統を指すことが多い。実は大粒で味が良いが渋皮が深く嵌入する。樹形は開張性で結果開始樹齢はやや遅い。展葉時期が早く霜害に弱い。また、台風落果が多いことや貯蔵性が低く発芽してしまうことなども特徴である。完熟期にはイガから実が落ちる[5]。
- 赤中 - 主要産地の一つ愛媛県を代表する品種で大粒の中生品種[58]。
- 石鎚 - 晩生優良品種で、渋皮も剥きやすい。実をよく付ける盛木期が長い。風による落果が少ない点も晩生品種として優れている[5]。
- 岸根（がんね） - 山口県東部の岸根地区からの命名とされるが、出自はよくわかっていない優良晩生品種。実は極大粒で味が良く、貯蔵性も高い。樹形は直立性[58]、頂芽優勢の性質が強くあまり枝を出さないという。石鎚と同じく風に強い[5]。
- 筑波 - 茨城県を代表する品種の一つで岸根×はやたまの雑種[58]。

学名の付いているものは以下のようなものがある。
- ヤツブサグリ C. c. f. foemina - 花穂に多くのイガをつける。
  - タンバグリ C. c. f. gigantea - 別名オウグリ。栽培品種としては「銀寄」と呼ばれる。
  - ハゼグリ C. c. f. imperfecta - 別名ハダカグリ。果皮が縦に裂けて内部が見える。
  - シダレグリ C. c. f. pendula - 樹幹や枝が屈曲し垂れ下る。
  - ハコグリ C. c. f. pleiocarpa（シノニム C. c. var. pleiocarpa）- 1つの殻斗に果実が6個から8個入る。
  - ハナグリ C. c. f. pulchella（シノニム C. c. var. pulchella）- 花とイガは赤い。
  - トゲナシグリ C. c. f. sakyacephala（シノニム C. c. var. sakyacephala）- 殻斗のイガが極端に短い。

）

### 主な産地
日本国内の収穫量
2014年度 23,401 t 
- 茨城県 5,180 t
- 熊本県 3,820 t
- 愛媛県 1,540 t
- 岐阜県 1,010 t
- 埼玉県   727 t
- 宮崎県   640 t
- 山口県   570 t
- 長野県   554 t
- 栃木県   541 t
- 千葉県   510 t

日本の主なクリの産地
自治体及び旧自治体は作況調査市町村別データ長期累年一覧による。作況調査2014年版によると、沖縄県以外の46都道府県で収穫実績あり。そのうち33都府県は収穫量100トン以上となっている。ブランドでは丹波栗が有名で、兵庫県の丹波・亀岡市から大阪府の能勢町にかけて産出され、文禄年間（1592 - 1596年）のころから米に代わるものとして栽培が盛んになったものである。
- 秋田県
  - 仙北市（旧西木村）- 西明寺栗の産地
- 茨城県 - 国内1位。
  - 小美玉市（旧美野里町）
  - 笠間市（旧岩間町、旧友部町）
  - 茨城町
  - かすみがうら市（旧霞ヶ浦町、旧千代田町）
  - 石岡市
  - 土浦市
  - つくば市
- 埼玉県
  - 日高市 - 2007年に「日高ぽロン」の名で「ぽろたん」を特産品化[61]。
- 東京都
  - 八王子市
  - あきる野市
- 長野県
  - 小布施町
- 岐阜県
  - 中津川市
  - 美濃加茂市
- 静岡県
  - 掛川市
- 愛知県
  - 豊田市（旧足助町）
- 京都府
  - 綾部市 - 丹波栗の主産地。
- 大阪府
  - 能勢町 - 銀寄発祥地[62]
- 山口県
  - 岩国市（旧美和町）- がんね（岸根）栗の産地
- 愛媛県 - 国内3位。
  - 大洲市
  - 伊予市（旧中山町）
  - 内子町
- 熊本県 - 国内2位。県北部の菊鹿地方と県南東部の人吉地方に偏在する。
  - 山鹿市（旧菊鹿町、旧鹿北町) - 西日本一の生産量（市町村）
  - 山都町（旧清和村）
  - 菊池市
  - 山江村
  - 人吉市
- 宮崎県
  - 須木村

## 名称
和名「クリ」の語源は諸説あり、食料として古くから栽培され、果実が黒褐色になるので「黒実（くろみ）」になり、これが転訛して「クリ」と呼ばれるようになったという説、樹皮や殻が栗色というところから樹名になったという説、クリとはもともと「小石」という意味の古語で、かたい殻を持つ落ちた実を小石に例えてクリと呼んだという説などがある。日本では野生種はヤマグリ（山栗）と呼ばれ、果実が小さいことからシバグリ（柴栗）とも言い、これを改良した園芸種がニホングリ（日本栗）である。中国植物名は栗（りつ）。中国のシバグリが、甘栗（天津甘栗）として市販される栗である。
英語名のチェストナッツ（Chestnut）は、いがの中の果実がいくつかに分かれている様子から、部屋の意味の Chest から命名されている。学名のクリ属を表すラテン語のカスタネア（Castanea）は、実の形から樽を意味するカスクに由来する。日本の栗は、学名でカスタネア・クレナータ（Castanea crenata）と呼ばれる種で、クリ属の中でいわゆる日本種の中心をなすものである。